# セレブレイション (U2の曲)
「セレブレイション」（A Celebration）は「October」と「War」の間にリリースされたU2のシングル。

## 解説
「A Celebration」というタイトルはニール・マコーミックがホットプレスに書いた「October」絶賛記事がヒントになっている。シングルヒットを狙った曲だったが、いまいち弾けきれず、「僕は第三次世界大戦を信じている／原子爆弾を信じている／権力の存在を認めている……」という反語的な歌詞もファンにいまいち理解されず、「Another Day」と並んでU2の忘れ去られたシングル曲となっている。
1983年にU2がWarツアーで初来日した際、11月29日と30日の公演でこの曲を演奏した。

## PV
監督はメイアート・エイヴィス。PVのロケ地は「父の祈りを」の舞台にもなったキルメイナム刑務所で、メンバーは脱獄しようとしている囚人を演じている。この点についてラリーは「バンドをやっていたけれど、誰にも成功するとは思われていなかった学校時代の僕たちのようだ」と述べている。

## B面

### Trash, Trampoline and the Party Girl
「A Celebration」のB面に収録するために30分で作られた曲。初期U2に乏しかったセックスとユーモアの匂いがある。
A面曲よりも人気が出たB面曲で、Popmart以外のすべてのツアーでライブで演奏され、U2のB面曲でもっともライブで演奏された回数が多く、「11 O'Clock Tick Tock」に次いで2番目にライブで演奏された回数が多いアルバム未収録曲である。主に誰かの誕生日のときに演奏され、その際、観客をステージに上げて一緒に踊る。
「October」のデラックス・エディション収録。

## 評価
イヤーオブ
- 1982年ホットプレス年間ベストシングル